# Дедовск (Брянская область)
Дедовск — деревня в Суражском районе Брянской области России. Входит в состав Дубровского сельского поселения.

## География
Деревня находится в северо-западной части Брянской области, в зоне хвойно-широколиственных лесов, в пределах части Приднепровской низменности, при автодороге 15К-2508, на расстоянии примерно 27 км (по прямой) к северо-востоку от Суража, административного центра района. Абсолютная высота — 165 м над уровнем моря.

### Климат
Климат характеризуется как умеренно континентальный с достаточным увлажнением, тёплым летом и умеренно холодной зимой. Среднегодовая многолетняя температура воздуха составляет 5,4 °С. Средняя температура воздуха самого тёплого месяца (июля) — 18,1 °C (абсолютный максимум — 37 °C); самого холодного (января) — −8 — −7,5 °C (абсолютный минимум — −37 °C). Период активной вегетации растений (с температурой выше 10°С) составляет 144 дня. Среднегодовое количество атмосферных осадков составляет 554 мм, из которых большая часть (285 мм) выпадает в тёплый период. Снежный покров держится в течение 120—130 дней.

### Часовой пояс
Деревня Дедовск, как и вся Брянская область, находится в часовой зоне МСК (московское время). Смещение применяемого времени относительно UTC составляет +3:00.

## История
Упоминается с середины XIX века; 
с 1861 по 1929 в Нивнянской волости Мглинского (с 1922 - Клинцовского) уезда. 
В середине XX века - колхоз "Красная нива". 
До 1954 в Кромовском, Струженском сельсовете; 
в 1954-1974 в Нивнянском, 
в 1974-2005 в Слищенском сельсовете.

## Население
| 2010 | 2013 |
| ---- | ---- |
| 8    | ↘4   |

### Национальный состав
160 человек (1926), в национальной структуре населения русские составляли 100 % из 35 человек (2002).
Будет упразднена как фактически не существующая в связи с переселением всех жителей на постоянное место жительства в другие населённые пункты.